# Port Essington (Sculthorpe)
Pour les articles homonymes, voir Essington.
Cet article concerne l'œuvre musicale. Pour la colonie, voir Port Essington.
Port Essington est une œuvre pour cordes de Peter Sculthorpe composée en 1977. 

## Contexte
Port Essington est une commande de Musica Viva (en) pour l'Australian Chamber Orchestra. Le compositeur australien Peter Sculthorpe compose cette œuvre pour cordes en 1977 et la dédie à Ken et Joan Tribe,.  

## Composition
Peter Sculthorpe trouve son inspiration dans l'histoire de la colonie du même nom implantée dans le Territoire du Nord australien dont son œuvre raconte la brève histoire de la fondation, des échecs successifs et de l'abandon. La musique jouée par l'orchestre à cordes figure le bush (the bush) et celle jouée par le trio à cordes la colonie (the settlement). Les deux coexistent harmonieusement jusqu'à la prédominance progressive de l'orchestre à cordes. L'intervention finale du trio est reprise par l'orchestre laissant à penser qu'un accord aurait pu être possible. 
Le thème du prologue est adapté d'une mélodie aborigène de la terre d'Arnhem collectée par A. P. Elkin (en). Sa mélodie se retrouve dans toute l'œuvre sous la forme d'un double ensemble de variations, selon le style de Sculthorpe et selon le style de la musique européenne de salon (en) du XIXe siècle. 

## Création
La partition est créée par l'Australian Chamber Orchestra le 18 août 1977 à l'Opéra de Sydney. 

## Structure
L'œuvre est structurée en six mouvements joués sans interruption : 
1. Prologue: The Bush
2. Thème et variations: The Settlement
3. Phantasy: Unrest
4. Nocturnal: Estrangement
5. Arietta: Farewell
6. Epilogue: The Bush

Sa durée est de 15 minutes. 
Son exécution nécessite un orchestre à cordes (violons 1, violons 2, altos, violoncelles, contrebasses). Le trio est composé du violon 1, du violon 2 et du violoncelle. 

## Discographie
- Peter Sculthorpe Chamber Works, par l'Australian Chamber Orchestra, Richard Tognetti (dir.), ABC Classics 8 770042[5].